# Krypgunnera
Krypgunnera (Gunnera magellanica) är en gunneraväxtart som beskrevs av Jean-Baptiste de Lamarck. Krypgunnera ingår i släktet gunneror, och familjen gunneraväxter. Arten är reproducerande i Sverige.

## Bildgalleri

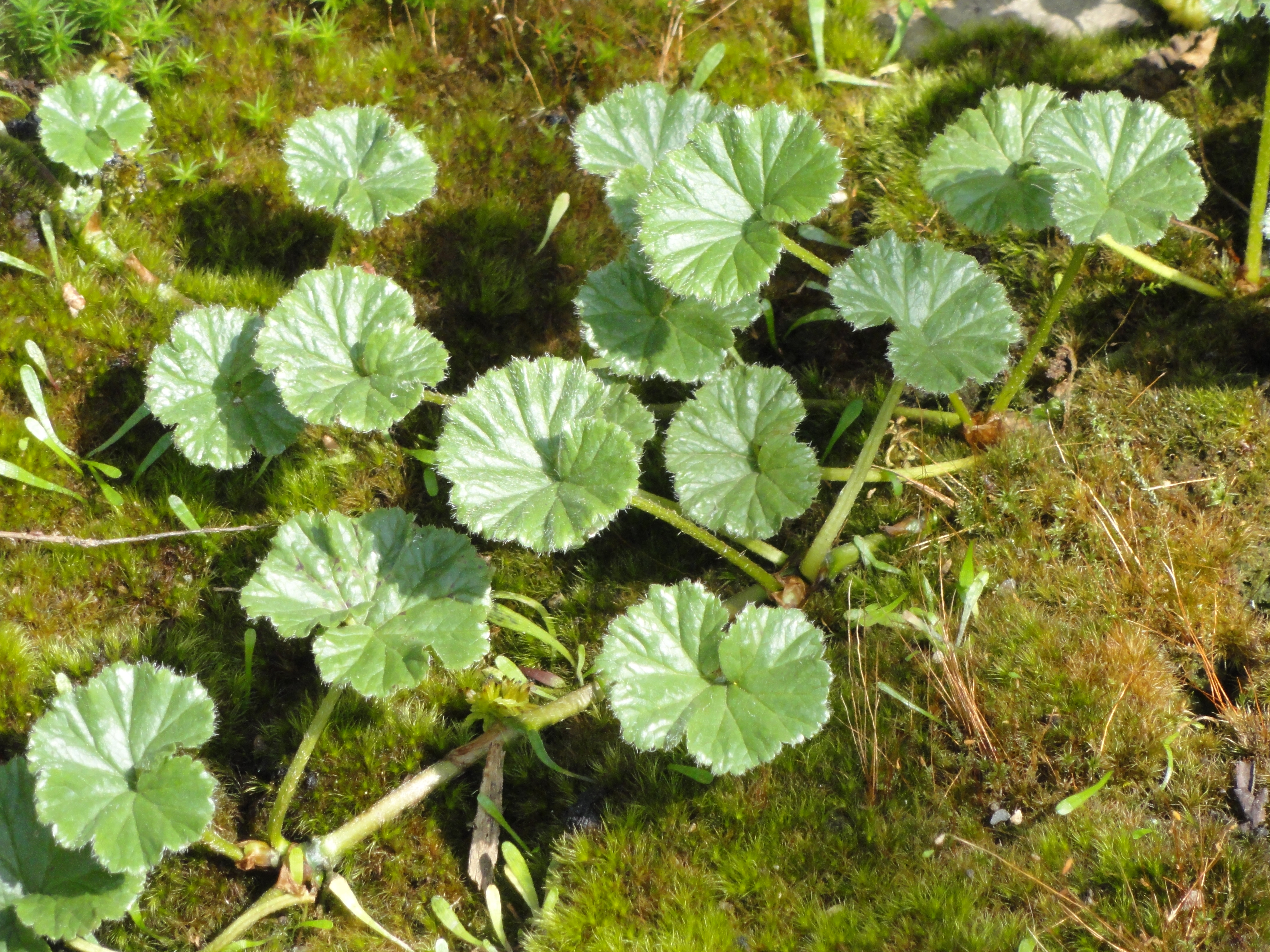
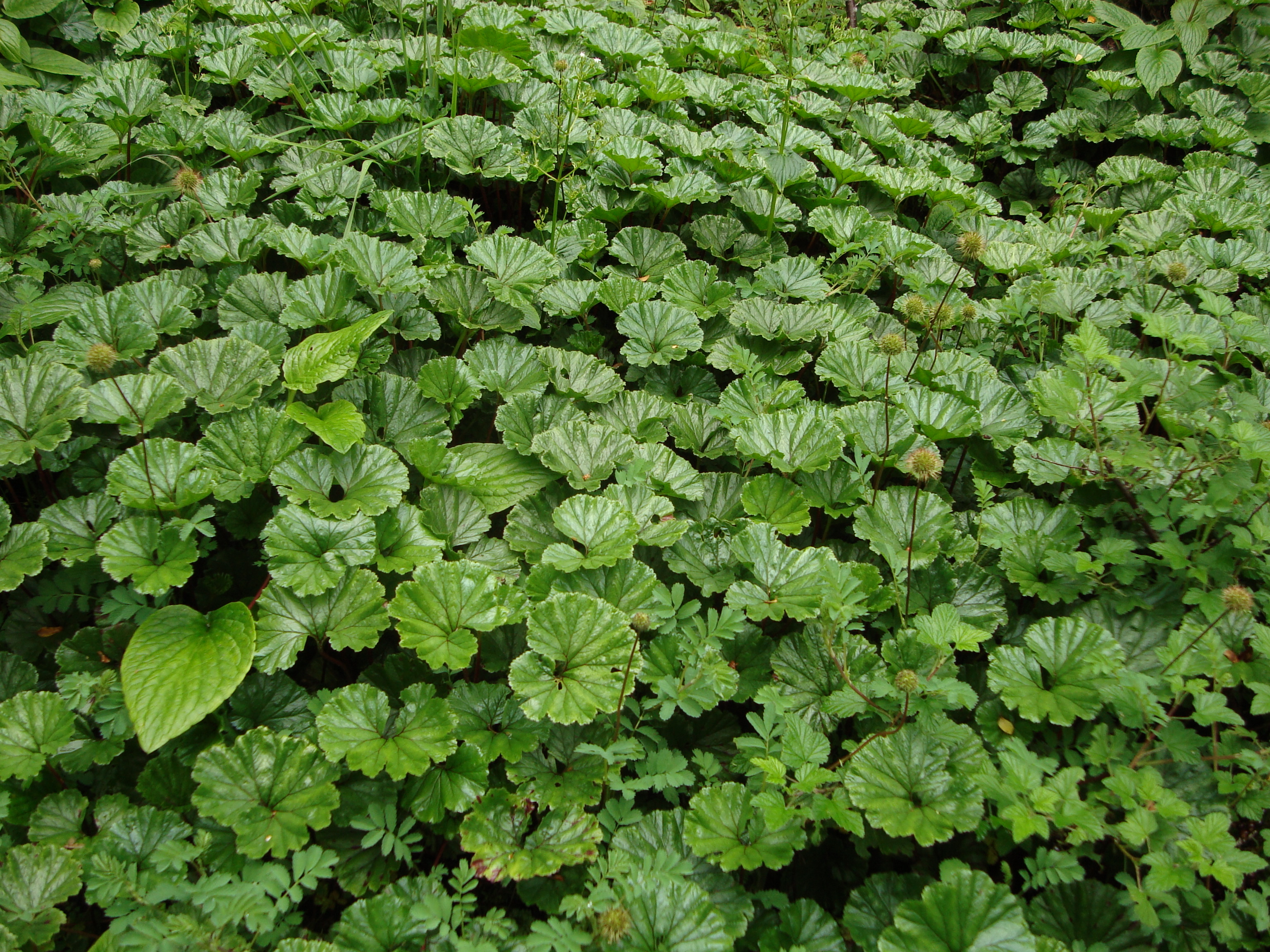
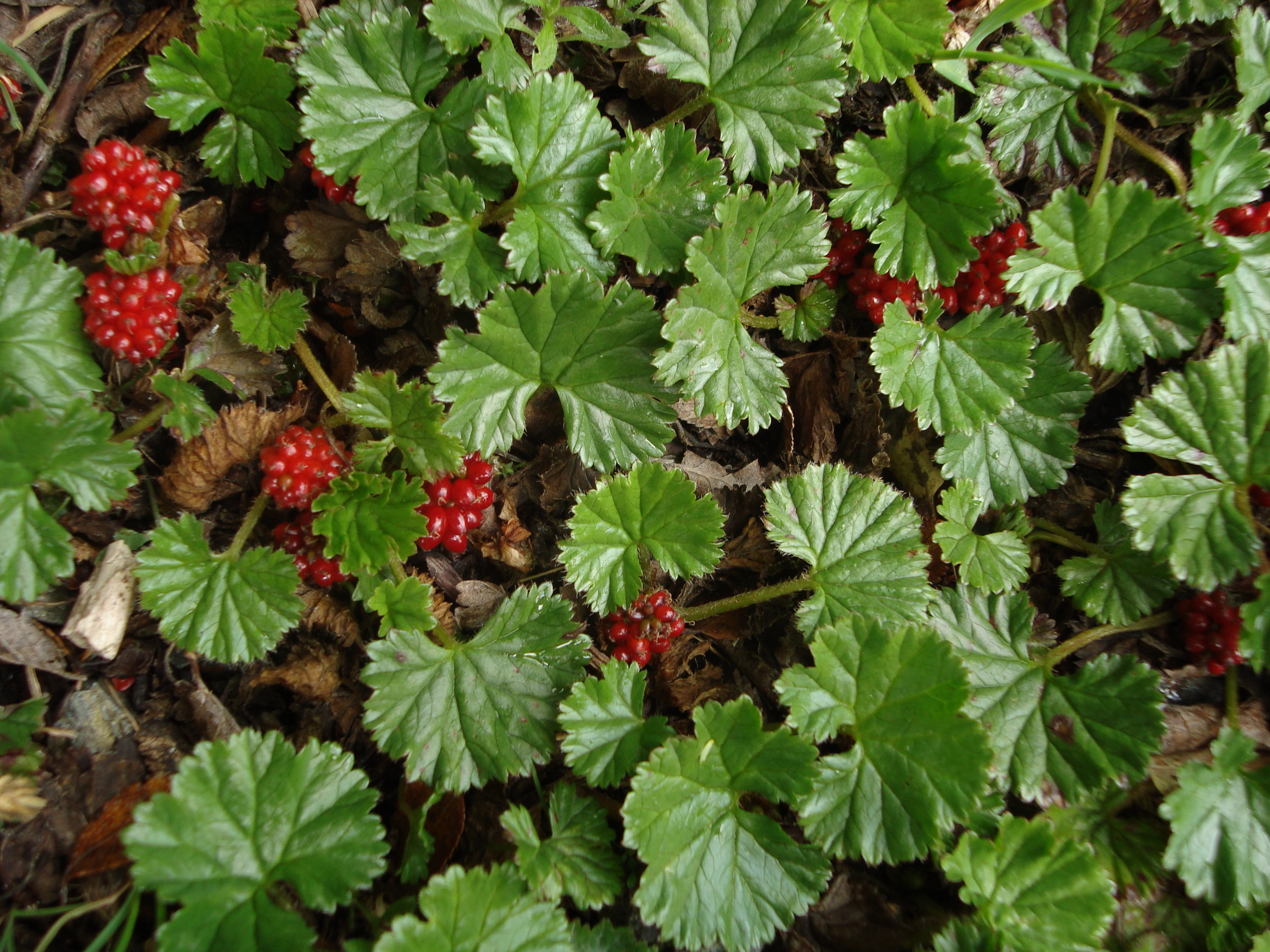
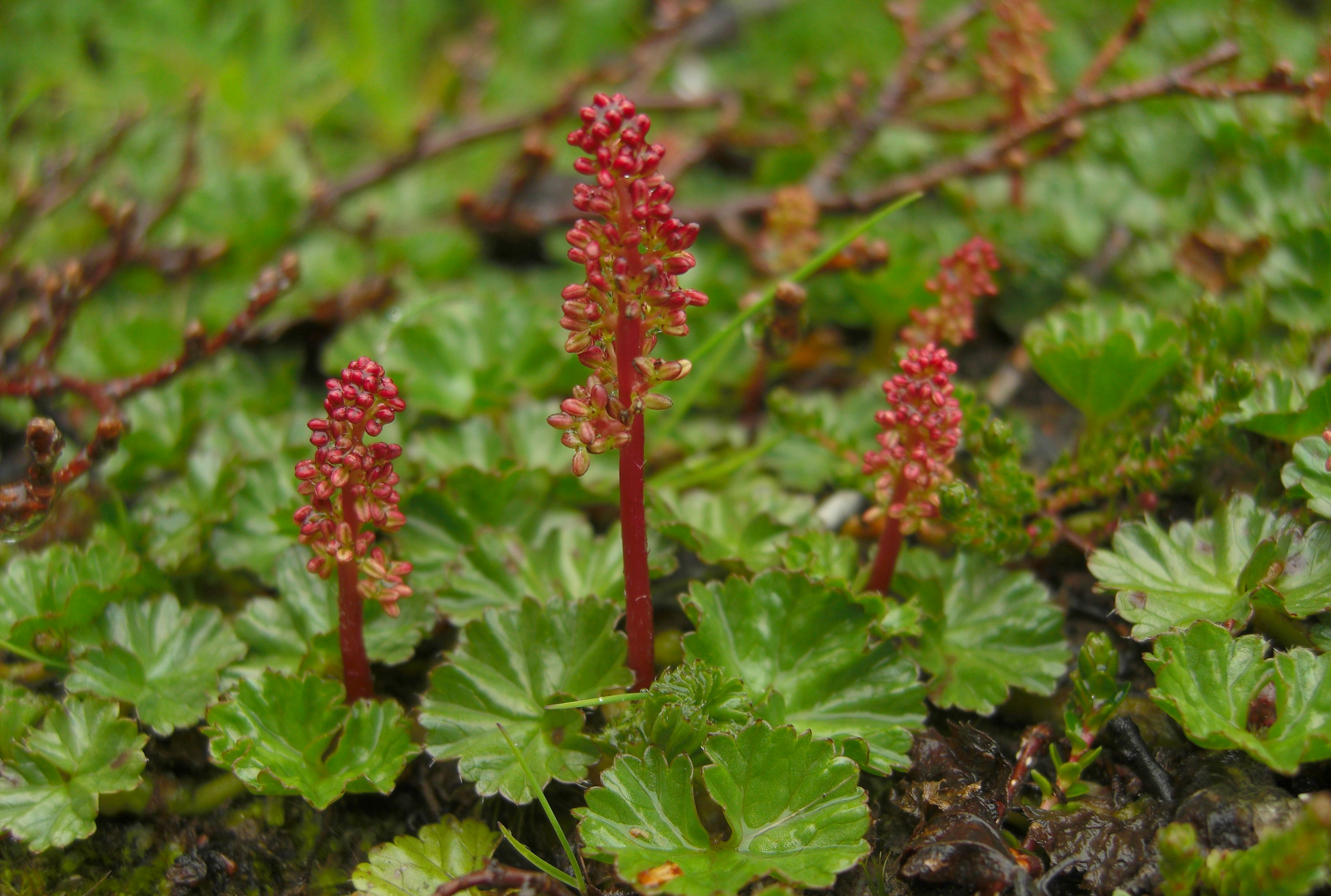